# Tulu (Sprache)
Tulu (Eigenbezeichnung ತುಳು ಬಾಸೆ tuḷu bāse) ist eine dravidische Sprache im Südwesten Indiens, die von rund 1,8 Millionen Menschen in der Küstengegend der Bundesstaaten Karnataka und Kerala als Muttersprache gesprochen wird. Viele Muttersprachler sind zweisprachig mit Kannada. Tulu wird meist zur süd-dravidischen Untergruppe gerechnet, manche Forscher schlagen es auch der süd-zentral-dravidischen Gruppe zu.

## Verbreitung und Sprecherzahl

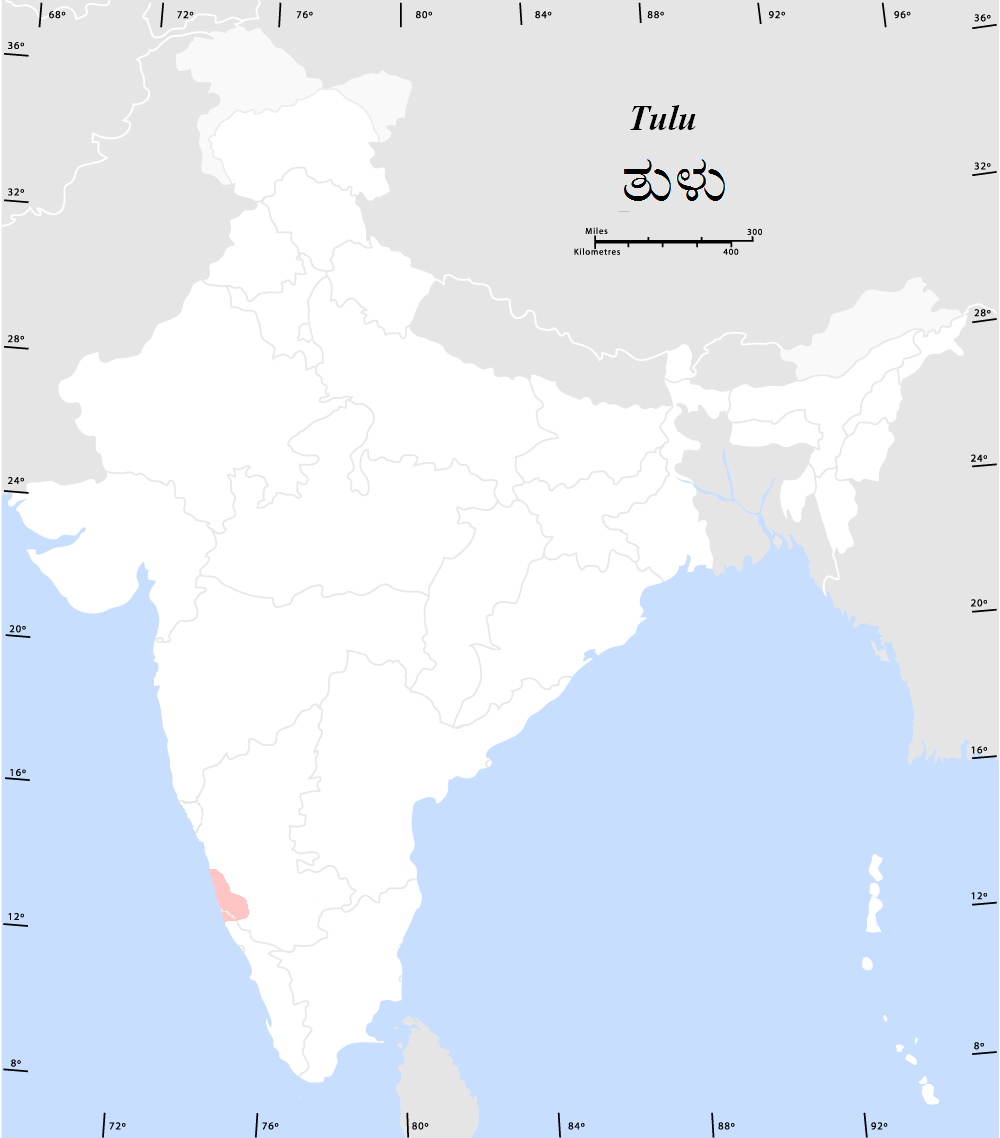
Verbreitung des Tulu

Das auch als Tulu Nadu oder Tulunad („Tulu-Land“) bezeichnete Tulu-Sprachgebiet umfasst einen Küstenstreifen im Südwesten Indiens um die Stadt Mangaluru herum. Es gehört zum größten Teil zum Bundesstaat Karnataka, zu einem kleineren Teil zu Kerala und umfasst den südlichen Teil des Distrikts Udupi, den Distrikt Dakshina Kannada und den nördlichen Teil des Distrikts Kasaragod. Die nördliche Grenze markiert der Fluss Suvarna, die südliche der Fluss Payaswini, im Osten wird das Tulu-Sprachgebiet von den Bergen der Westghats begrenzt. In der Region Tulu Nadu leben Sprecher zahlreicher Sprachen (Tulu, Kannada, Konkani, Marathi, Malayalam, Kodava), die jedoch alle Tulu als Verkehrssprache für informelle und Kannada für formelle Angelegenheiten verwenden.
Bei der indischen Volkszählung 2011 gaben rund 1,8 Millionen Menschen Tulu als Muttersprache an. Davon lebten 1,6 Millionen in Karnataka und 120.000 in Kerala.

## Sprachgeschichte
Obwohl sich Tulu wohl als eine der ersten Einzelsprachen von der süddravidischen Ursprache abspaltete, ist das früheste Sprachdenkmal eine Inschrift aus dem 15. Jahrhundert. Im 17. Jahrhundert entstanden zwei epische Gedichte, Srī Bāgavato und Kāvēri. Über die Entwicklung der Sprache bis zum 15. Jahrhundert ist daher fast nichts bekannt. Auch in den darauffolgenden Jahrhunderten gab es nur eine schwache literarische Tradition.
Wiederbelebt wurde Tulu in der ersten Hälfte des 19. Jahrhunderts durch deutsche Missionare. Sie druckten Tulu-Literatur und christliche Texte (Bibelübersetzung 1872), allerdings verwendeten sie dafür die Kannada-Schrift, wodurch die schon damals nur noch recht selten gebrauchte Tulu-Schrift weiter zurückgedrängt wurde. Bereits um 1900 war die alte Schrift daher fast gänzlich außer Gebrauch geraten.
Tulu-Sprache ist stark beeinflusst von der einheimischen Kannada-Sprache.
Der britische Orientalist Robert Caldwell nahm in seinem Hauptwerk A Comparative Grammar of Dravidian or South Indian Family of Languages von 1856 als erster eine systematische, sprachwissenschaftliche Untersuchung des Tulu vor. Eine weitere Grammatik entstand 1872 durch einen britischen Sprachwissenschaftler. Im 20. Jahrhundert befassten sich vor allem S. U. Panniyadi und L. V. Ramaswamy Iyer eingehend mit der Grammatik des Tulu. Sie stellten auch die umstrittene Theorie auf, dass Tulu älter sei als die anderen großen süddravidischen Sprachen Kannada, Tamil und Malayalam. In den 1970er-Jahren erlebte die Tulu-Literatur eine Renaissance. Seitdem sind zahlreiche Romane, Gedichtsammlungen, Erzählungen und Dramen auf Tulu veröffentlicht worden.

## Sprachliche Charakteristika

### Phonologie
|             | vorne | vorne | hinten | hinten | hinten | hinten |
| ger.        | ger.  | vorne | unger. | unger. |        |        |
| kurz        | lang  | kurz  | lang   | kurz   | lang   |        |
| ----------- | ----- | ----- | ------ | ------ | ------ | ------ |
| geschlossen | i     | ī     | u      | ū      | ɯ      | ɯ̄      |
| mittel      | e     | ē     | o      | ō      |        |        |
| offen       | ɛ     | ɛ̄     | a      | ā      |        |        |

Das Phoneminventar des Tulu verfügt 14 Vokale, sieben kurze und sieben lange. Auffällig sind die den meisten anderen dravidischen Sprachen unbekannten Vokale ɛ und ɯ. Sie kommen nur in bestimmten Positionen vor, kontrastieren dort aber mit e und u, vgl. batte „er kam“ mit battɛ „ich kam“ und pattu „es wird fangen“ mit pattɯ „fange!“.
|                | labial | dental | retroflex | palatal | velar |
| -------------- | ------ | ------ | --------- | ------- | ----- |
| Plosive (stl.) | p      | t      | ṭ         | c       | k     |
| Plosive (sth.) | b      | d      | ḍ         | j       | g     |
| Nasale         | m      | n      | ṇ         | ñ       | ṅ     |
| Approximanten  | v      |        |           | y       |       |
| Laterale       |        | l      |           |         |       |
| Taps           |        | r      |           |         |       |
| Frikative      |        | s      |           | ś       |       |

Im Tulu kommen 21 Konsonantenphoneme vor. Die Plosive kommen in Fünferreihen (labial, dental, retroflex, palatal und velar) jeweils in einer stimmlosen und stimmhaften Variante vor. In manchen Dialekten kommt noch der retroflexe Lateral ḷ vor, in anderen sind dagegen s und ś mit c zusammengefallen. Konsonantencluster am Wortanfang sind selten und kommen hauptsächlich in Sanskrit-Lehnwörtern vor.

### Morphologie
Tulu kennt drei Wortarten: Nomina, Verben und Indeklinierbare. Nomina nehmen Suffixe an, die Kasus und Numerus anzeigen, Verben Suffixe, durch die Person, Numerus und Genus sowie Kategorien wie Kausativität, Reflexivität oder Kompletivität anzeigen. Zu den Indeklinierbaren gehören Adjektive und Adverbien, die generell nicht gebeugt werden.
Das Pluralsuffix lautet -rɯ, -allu oder -kulu. Das Tulu kennt acht Kasus: Nominativ, Akkusativ, Dativ, Ablativ, zwei Lokative, Soziativ und Genitiv. Der Nominativ ist unmarkiert, die übrigen Kasus werden durch Suffixe ausgedrückt, die im Singular an den Verbstamm, im Plural an das Pluralsuffix angehängt werden. Die Kasussuffixe haben Allophone, die unter bestimmten Umständen auftreten. Manche Stämme durchlaufen Veränderungen, wenn sie Suffixe annehmen, so wird kudka „Fuchs“ im Akkusativ zu kudke-nɯ.
| Kasus     | Singular | Plural      | Bedeutung    |
| --------- | -------- | ----------- | ------------ |
| Nominativ | mara     | marakulu    | der Baum     |
| Akkusativ | maranɯ   | marakulenɯ  | den Baum     |
| Dativ     | marakɯ   | marakulegɯ  | zum Baum     |
| Ablativ   | maraḍdɯ  | marakuleḍdɯ | vom Baum     |
| Lokativ 1 | maraṭɯ   | marakuleḍɯ  | in dem Baum  |
| Lokativ 2 | maraṭɛ   | marakuleḍɛ  | bei dem Baum |
| Soziativ  | maraṭa   | marakuleḍa  | mit dem Baum |
| Genitiv   | marata   | marakulena  | des Baumes   |

Zusätzlich gibt es einen Vokativ, der durch Änderung des stammauslautenden Vokals gebildet wird, z. B. bāve > bāvā „Schwager!“. Spezifischere Sachverhalte werden durch Postpositionen, die meist den Genitiv regieren, ausgedrückt, z. B. guḍḍe-da mittɯ „auf dem Hügel“.
Die Personalpronomina werden unregelmäßig flektiert: yānɯ „ich“ nimmt vor Kasussuffixen den Obliquus-Stamm en- an. Für „wir“ gibt es ein inklusives und exklusives Pronomen: eṅkulu „wir (ohne dich)“ und nama „wir (mit dir)“. Bei den Verbformen besteht diese Unterscheidung aber nicht. Die Personalpronomina der zweiten Person lauten ī (Obliquus ni-) „du“ und nuwgulu „ihr“. In der dritten Person wird zwischen Maskulinum, Femininum und Neutrum sowie proximaler und distaler Deixis unterschieden, z. B. imbe/umbe „(dieser) er“, āye „(jener) er“. Bei den Personalpronomina kann (auch in der dritten Person) eine Höflichkeitsform durch das Suffix -rɯ gebildet werden: īrɯ „Sie“, ārɯ „er (respektvoll)“.

## Schrift

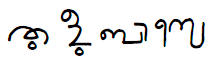
Tulu Bāse in Tulu-Schrift

Tulu wurde früher in einer eigenen Schrift ähnlich der des Malayalam geschrieben, die heute nur noch von Brahmanen für religiöse Texte verwendet wird. Ansonsten bedient man sich heutzutage ausschließlich der im 19. Jahrhundert durch christliche Missionare in ihrer heutigen Form fixierten Kannada-Schrift, obwohl nicht alle Tulu-Laute in dieser Schrift wiedergegeben werden können.

## Dialekte und Soziolekte
Der Netravati-Fluss teilt den Tulu-Sprachraum in ein nördliches und ein südliches Dialektgebiet. Insgesamt existieren fünf räumlich getrennte Dialekte des Tulu. Der südwestliche Dialekt, der im Distrikt Kasaragod in Kerala gesprochen wird, ist vom Malayalam beeinflusst, während die anderen, in Karnataka verbreiteten Mundarten vor allem Einflüsse aus dem Kannada aufweisen.
Daneben weist Tulu verschiedene Soziolekte auf. So hebt sich zum Beispiel die Sprachform der brahmanischen Oberschicht durch eine besonders hohe Anzahl von Lehnwörtern aus dem Sanskrit ab, die häufig sogar mit aspirierten Konsonanten, die es im Tulu eigentlich nicht gibt, ausgesprochen werden.